# Tanya Saint-Val
 (avril 2015).
Si vous disposez d'ouvrages ou d'articles de référence ou si vous connaissez des sites web de qualité traitant du thème abordé ici, merci de compléter l'article en donnant les références utiles à sa vérifiabilité et en les liant à la section « Notes et références ».
Tanya Saint-Val de son nom d'artiste Tanya St Val (également typographié Tanya St-Val) est une chanteuse française, née le 15 décembre 1965 à Basse-Terre dans l’archipel de Guadeloupe.

## Biographie
En 1980, elle participe pour la première fois en tant que chanteuse sur un titre de l'album New Sound From The Islands du groupe NSI composé de Georges Décimus, Pierre-Edouard Décimus, Patrick Saint-Eloi.
En 1985, elle participe en tant que choriste au titre culte "Ne Dis Pas Cela" d'Henry Wenceslas Thenard,.
En 1986, elle sort son premier album solo, produit par Willy Salzedo, sur le label DEBS. La même année, elle participe à l'album du groupe Vik'in ,Very International Kadence' In, avec Gilles Floro, Eric Brouta, Willy Salzedo.
Dans les années 80 et 90, elle participe à de nombreux disques en tant que choriste ou chanteuse (avec Dominique Panol, Chiktay, Expérience 7, Jean-Jacques Gaston, Luc Léandry, Mario Canonge, Francky Vincent, Patrick Saint-Eloi, Johnny Hallyday, Gilles Floro, Edith Lefel, Henri Debs) et collabore notamment avec Jean-Michel Rotin.
En 2007, elle ouvre une boutique d'accessoires de mode à Sainte Anne et crée une ligne de bijoux fantaisie baptisés "Kréyol line".
En 2010, elle rend hommage au défunt artiste Zouk, Patrick Saint-Eloi, pour qui elle écrit et interprète la chanson An té vlé di'w.
En 2014, elle chante On n'oublie pas (écrit par Serge Bilé) avec plusieurs artistes et personnalités dont  Alpha Blondy, Jocelyne Béroard, Harry Roselmack, Admiral T, Jean-Marie Ragald et Chris Combette. Cette chanson est un hommage aux 152 victimes martiniquaises du crash du 16 août 2005, afin de ne pas oublier cet évènement et d'aider l'AVCA (Association des Victimes de la Catastrophe Aérienne) à récolter des fonds.

## Discographie

### Singles / Clips / Collaborations[pasclair]
- 1986 : Tambou
- 1987 : Chalè
- 1987 : Calin
- 1987 : Carole
- 1989 : Mi yo la
- 1991 : Apiyé
- 1995 : Two piti
- 1995 : Balanséy lala (feat. Dédé Saint Prix)
- 1996 : Vérité (feat. Dadou Pasquet)
- 1996 : Boogie zouk
- 1996 : An lov
- 1999 L'anmou pa mechan (feat. Jacob Desvarieux & Bisso Na Bisso - Album Racine de Bisso Na Bisso)[8]
- 1999 Liberté (feat. Koffi Olomidé, Lokua Kanza, Ismaël Lô & Bisso Na Bisso - Album Racine de Bisso Na Bisso)[9]
- 2002 : Caribbean feelin (feat. Smiley)
- 2002 : Vyé frè (feat. Alan Cavé)
- 2006 : Zouk chiré
- 2008 : Soweto
- 2008 : Mon petit nom
- 2008 : What's up
- 2009 : Jean fouyé
- 2008 : Nasyon kreyol
- 2011 : An té vlé di'w
- 2011 : Oui se'y
- 2012 : N'oublie pas
- 2012 : Pa lagé (feat. Jamadom)
- 2014 : Mwen kontan (feat. Dj Fano)
- 2015 : For lov
- 2016 : Minha Linda (feat. Nelo Carvalho)
- 2016 : Doucine (feat. Victor O)
- 2016 : Doudou pa pè
- 2016 : Arété
- 2019 : Fanm a liberté (feat. Saïna Manotte)

## Filmographie

### Télévision
- 1996 : Titane  de Daniel Moosmann :  Cumba

### Théâtre
- 1997 : Bwa Brilé de Luc Saint-Éloy[10]